# Blyes
Blyes is een gemeente in het Franse departement Ain (regio Auvergne-Rhône-Alpes). De gemeente telde 1.351 inwoners op 1 januari 2022.

## Geografie
De oppervlakte van Blyes bedroeg op 1 januari 2022 9,32 vierkante kilometer; de bevolkingsdichtheid was toen 145 inwoners per km².
De onderstaande kaart toont de ligging van Blyes met de belangrijkste infrastructuur en aangrenzende gemeenten.

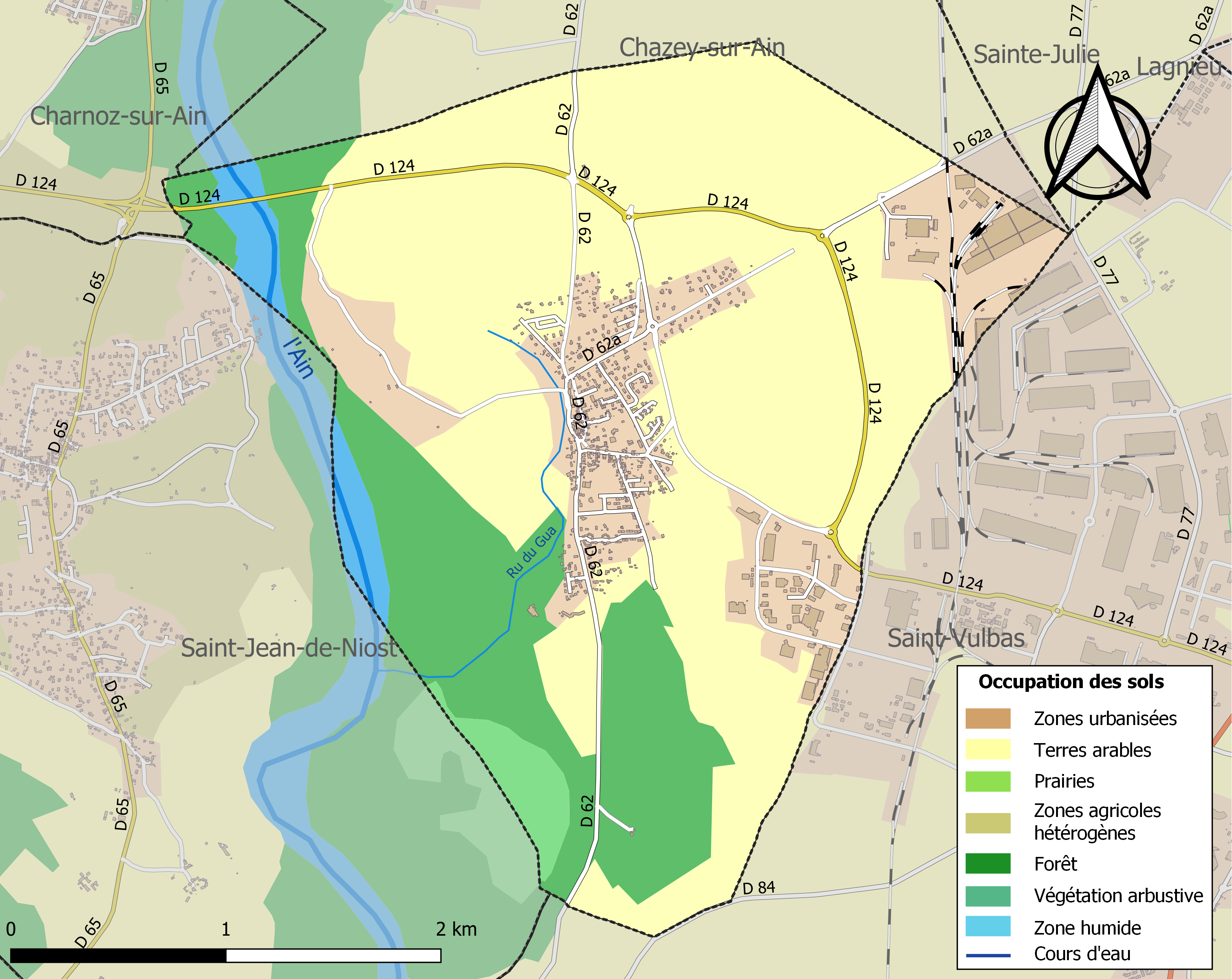

## Demografie
Onderstaande figuur toont het verloop van het inwoneraantal van Blyes vanaf 1968. De cijfers zijn afkomstig van het Frans bureau voor statistiek en bevatten geen dubbel getelde personen (volgens de gehanteerde definitie population sans doubles comptes).
Vanwege een beveiligingsprobleem met de MediaWiki Graph-software is het momenteel niet mogelijk deze grafiek weer te geven. Zodra de software is bijgewerkt zal de grafiek vanzelf weer zichtbaar worden.